# 民団幹部宅焼打事件
民団幹部宅焼打事件（みんだんかんぶたくやきうちじけん）とは、1952年（昭和27年）8月に起こった在日朝鮮人によるテロ事件。

## 概要
首謀者の孔泳淳は、在日朝鮮民主民族戦線の目黒支部書記長であった。孔は逮捕されて第一審で懲役5年の判決を受けたが、上告棄却判決のなされる直前の1957年（昭和32年）10月、保釈中に逃亡した。逃亡中、孔は三村繁生と名を変え、土木作業員などとして東京都内を転々としながら潜伏をつづけ、のちに北朝鮮工作員となって北総事件を起こし、1974年（昭和49年）に逮捕された。

## 関連文献
- 外事事件研究会『戦後の外事事件―スパイ・拉致・不正輸出』東京法令出版、2007年10月。ISBN 978-4809011474。